# Айова (линеен кораб, 1942)
Айова (на английски: USS Iowa (BB-61)) е линеен кораб на САЩ. Главен кораб в серията от 4 линкора на типа „Айова“. Наречен е в чест на щата Айова.
Влиза в строй в годините на Втората световна война, участва във войната с Япония в Тихия океан и в Корейската война. На два пъти (през 1951 г. и 1984 г.) е реактивиран след изваждане в резерва. Изваден е от състава на бойните кораби през 1990 г. и дълго време се намира на стоянката на резервния флот в Суисун Бей (щата Калифорния). На 28 октомври 2011 г. е отбуксиран в порт Ричмънд, Калифорния за възстановяване преди прехода към мястото за постоянно базиране в порта на Лос Анджелис. Изключен е от списъците на флота на 9 юни 2012 г. От 7 юли същата година е отворен за достъп в качеството на кораб-музей. Това е последният, към момента на изваждането си, намиращ се в строй линеен кораб в историята на флота.

## История на службата
Линейният кораб „Айова“ е третият кораб във ВМС на САЩ с това име, той е заложен в Ню Йоркската военноморска корабостроителница (New York Navy Yard) на 27 юни 1940 г., спуснат е на вода на 27 август 1942 г., влиза в строй на 22 февруари 1943 г. под командването на капитан 1 ранг Дж. Маккри (Capt. John L. McCrea).

### Втора световна война
На 24 февруари 1943 г. линкорът е на изпитателно плаване по Чесапийкския залив и на юг по Атлантическото крайбрежие на САЩ. На 27 август 1943 г. корабът е изпратен към Аргентия, остров Нюфаундленд), за да отразява вероятната заплаха от страна на немския линкор „Тирпиц“, който според сведения на разузнаването се намира в норвежки води.
В края на 1943 г. линкорът доставя в Казабланка (Френско Мароко) президента Франклин Рузвелт, пътуващ за Техеранската конференция на съюзниците. След края на конференцията той връща президента обратно в САЩ.
На 2 януари 1944 г., в качеството на флагмански кораб на 7-и линеен дивизион, „Айова“ се насочва към Тихия океан, където получава бойното си кръщение по време на операциите по Маршаловите острови. От 29 януари до 3 февруари той поддържа ударите на самолетоносачите на контраадмирал Фредерик Шърман (Rear Admiral Frederick C. Sherman) по атолите Куаджалин и Ениветок, а след това и ударите по японската военноморска база на островите Трук (Каролински острови). На 16 февруари 1944 г., заедно с няколко други кораба, се отделя от оперативното съединение за зачистване на акваторията от японските кораби, напускащи Трук в северно направление. На 19 февруари линкорът потопява японският крайцер „Катори“. На 21 февруари, в състава на авионосното оперативно съединение 58 „Айова“ участва в първите удари по Сайпан, Тиниан, Рота и Гуам в Марианския архипелаг.
На 18 март 1944 г. линкорът под флага на командващия тихоокеанските линейни сили на вицеадмирал Уилис Ли (Vice Admiral Willis A. Lee) участва в обстрела на атола Мили (Маршалови острови). Независимо от попаденията на два японски 120-mm снаряда, корабът получава само незначителни повреди. На 30 март той се връща в състава на оперативно съединение 58 за поддръжка на авиационни удари по островите Палау и Волеаи (Каролински острови).
От 22 април до 28 април 1944 г. „Айова“ участва в авионосните рейдове срещу Холандия, Аитапе и Вакде (на английски: Wakde) за поддръжка на армейските сили в Аитапе, в залива Танамера (на английски: Tanahmerah Bay) и залива Хумболт на Нова Гвинея. След това, в състава на ОС 58, той на 29 – 30 април 1944 г. нанася втори удар по Трук и на 1 май 1944 г. обстрелва японските съоръжения на остров Понапе на Каролинските острови.
На началния стадий на Марианската операция „Айова“, на 12 юни 1944 г., влиза в силите на прикритие на самолетоносачите по време на ударите по островите Сайпан, Тиниан, Гуам, Рота и Паган, на 13 – 14 юни участва в обстрела над японските съоръжения по Сайпан и Тиниан. На 19 юни, по време на боя във Филипинско море, „Айова“, в състава на линейните сили на ОС 58, участва в отразяването на четири масирани японски авиоудари, в резултат на което японската палубна авиация е практически напълно унищожена, а след това участва в преследването на японските кораби, сваляйки един японски торпедоносец персонално и още един съвместно с другите кораби.
През юли 1944 г. „Айова“ остава в района на Марианските острови, участвайки в поддръжката на авиоударите по островите Палау и десанта на о. Гуам. След едномесечно прекъсване „Айова“, на 17 септември, в състава на 3 флот отплава от Ениветок за поддръжка на десанта на Пелелиу. След това той прикрива самолетоносачите по време на авиоударите по централните Филипини с цел неутрализация на японската авиация в навечерието на нахлуването на Филипинските острови. На 10 октомври 1944 г. „Айова“ отплава към бреговете на Окинава за серията авиоудари по островите Рюкю и Тайван. След това, на 18 октомври, той участва в поддръжката на авиоударите по Лусон, а на 20 октомври – при десанта на генерал Дъглас Макартър на Лейте.
За да попречи на превземането на Филипините, японският флот предприема три атаки, целящи унищожаването на американските десантни сили в залива Лейте. В състава на ОС 38 „Айова“ участва в отразяването на удара на Централните сили на японския флот, придвижващи се от морето Сибуян към пролива Сан Бернардино (на английски: San Bernardino Strait). В резултат на бойните действия японските Централни сили са разбити и отстъпват. След това „Айова“, в състава на ОС 38, участва в прихващането на Северните сили на японския флот при нос Енгано (на английски: Cape Engano, остров Лусон). На 25 октомври 1944 г., когато корабите на Северните сили се намират на дистанция за залп, пристига съобщението, че японските Централни сили атакуват групата на американските ескортни самолетоносачи при остров Самар. „Айова“ е изпратен за прикриване на тази група, обаче силите от съпровождението, преди пристигането на „Айова“, нанасят на японските кораби значителни повреди и ги карат да отстъпят. В течение на цялата последваща това битка в залива Лейте „Айова“ остава във филипински води, прикривайки самолетоносачите по време на ударите им по Лусон и Тайван. През декември 1944 г. „Айова“ отплава към на западното крайбрежие на САЩ.
На 15 януари 1945 г. „Айова“ пристига в Сан Франциско за основен ремонт. На 19 март 1945 г. той отплава към Окинава, пристигайки там на 15 април. На 24 април 1945 г. участва в поддръжката на самолетоносачите, осигуряващи въздушното прикритие на десанта на американските войски на Окинава. След това, от 25 май до 13 юни, той участва в авиоударите по южната част на остров Кюшу. На 14— 15 юли „Айова“ участва в ударите по японската метрополия – Муроран (остров Хокайдо), а на 17 – 18 юли по град Хитачи (остров Хоншу). След това, до самото прекратяване на бойните действия на 15 август 1945 г., „Айова“ поддържа действията на авионосните съединения.
На 29 август 1945 г., в състава на окупационните сили, „Айова“ влиза в Токийския залив и в качеството на флагмански кораб на адмирал Уилям Холси, на 2 септември, участва в церемонията по подписването на японската капитулация. 20 септември линкорът отплава от Токийския залив към САЩ.

### Следвоенно време (1945 – 1949 г.)
На 15 октомври 1945 г. „Айова“ пристига в Сиатъл, а през януари 1946 г. се връща в японски води в качеството на флагмански кораб на 5-и флот и служи в това си качество до 25 март 1946 г., когато се връща в САЩ. От март 1946 г. до септември 1948 г. „Айова“ действа при западното крайбрежие на САЩ, участвайки в тренировки, учения и стрелби в състава на тихоокеанския флот. На 24 март 1949 г. той е изваден от състава на флота.

### Войната в Корея (1951 – 1953 г.)
Сле началото на бойните действия в Корея, „Айова“, на 25 август 1951 г., се връща в състава на флота под командването на капитан 1 ранг Уилям Смедберг (Captain William R. Smedberg III). До март 1952 г. той действа при западното крайбрежие на САЩ, а след това отплава за Близкия Изток.
На 1 април 1952 г. „Айова“ става флагмански кораб на командващия 7-и флот, вицеадмирал Робърт Бриско (Vice Admiral Robert T. Briscoe), и отплава за Йокосука за поддръжка на силите на ООН в Корея. От 8 април до 16 октомври участва в бойните операции при източното крайбрежие на Корея, осъществявайки поддръжка на наземните сили с артилерийски удари по Сонгджин, Хунгнам и Койо в Северна Корея. След като вицеадмирал Дж. Кларк (Vice Admiral J. J. Clark) сменя на поста командващ флота адмирал Бриско, „Айова“ остава флагмански кораб до 17 октомври 1952 г. На 19 октомври 1952 г. „Айова“ отплава от Йокосука за Норфолк за основен ремонт и учебни операции в Карибско море.

### 1953 – 1958 г.
През юли 1953 г. „Айова“ отплава за „мичмански круиз“ в Северна Европа, а след това взема участие в главните учения на НАТО под названието „Операция Маринър“ (Operation „Mariner“) в качеството на флагмански кораб на командващия 2-ри флот вицеадмирал Уулридж (Vice Admiral E. T. Woolfridge). С края на ученията и до края на 1954 г. „Айова“ действа в района на Вирджиния Кейпс. През септември 1954 г. той става флагмански кораб на командващия линейните и крайцерските сили на Атлантическия флот контраадмирал Либи (Rear Admiral R. E. Libby).
От януари до април 1955 г. „Айова“ извършва продължително плаване по Средиземно море в качеството на първия линеен кораб, постоянно приписан към 6-и флот на САЩ. На 1 юни 1955 г. той започва мичмански круиз, а след него преминава в Норфолк за 4-месечен основен ремонт. С края на ремонта „Айова“ участва в учебно плаване и тактически учения, а на 4 януари 1957 г. отплава от Норфолк за Средиземно море в състава на 6-и флот. След края на разгръщането в Средиземно море „Айова“ извършва мичмански круиз в Южна Америка, а на 13 юни 1957 г. участва в международния военноморски преглед на Хемптън Роудс.
На 3 септември 1957 г. „Айова“ отплава към бреговете на Шотландия за участие в учения на НАТО под названието „Операция „Ответен удар““ (Operation „Strikeback“), а на 28 септември 1957 г. се връща в Норфолк, откъдето, на 22 октомври същата година, отплава за военноморската корабостроителница във Филаделфия, където на 24 февруари 1958 г. е изваден от състава на флота, така влизайки в състава на Атлантическия резервен флот.

### Награди
„Айова“ получава 9 бойни звезди по време на Втората световна война и две по време на войната в Корея.

### Инциденти
През 1989 г. по време на стрелби на ученията „FLEETEX 3 – 89“ се случва запалване на барутния заряд на едно от оръдията на главния калибър. Загиват 47 моряка. Причините за запалването така и не са достоверно установени, в т.ч. за това, че мястото на трагедията е оперативно „приведено в порядък“: вече на следващия ден кулата е напълно почистена и пребоядисана, отломките от оборудването са изхвърлени зад борда. Флотът първоначално обвинява един от матросите в самоубийство чрез запалване на барута, обаче след това се отказва от тези обвинения.
Други следователи указват на ред възможни причини. Първо, за целите на експеримент е използвано забранено съчетание на барут и снаряд. Второ, използваният барут има висока чувствителност към механично въздействие. Механичния прибойник (досилател) на оръдието избутва в казенника снаряда бързо и с голяма сила, а барута – бавно, с малко усилие. В случай на грешка на неопитния разчет или неизправност усилието на прибойника може да предизвика запалване на барута.